# Деев, Юрий Иванович
Князь Юрий Иванович Деев — московский дворянин и воевода во времена правления Ивана IV Васильевича Грозного.
Из княжеского рода Деевы. Старший сын князя Ивана Михайловича Деева по прозвищам «Меньшой» и «Худяк». Имел младшего брата князя Петра Ивановича.

## Биография
В 1538 году второй воевода конной рати татар в Казанском походе. В 1541 году третий воевода в Рязани за городом, для охранения от прихода крымцев. В 1543 году второй воевода на Плёсе, а после второй воевода войск правой руки во Владимире. В 1544 году второй воевода в Галиче. В 1547 году второй воевода Передового полка в походе из Мурома на казанские земли. В 1550 году есаул в государевом Казанском походе. В этом же году упомянут тысячником 2-й статьи из Ярославских князей. В октябре 1551 года написан десятым во вторую статью московского списка.
По родословной росписи показан бездетным.